# Ramón Martínez Vigil

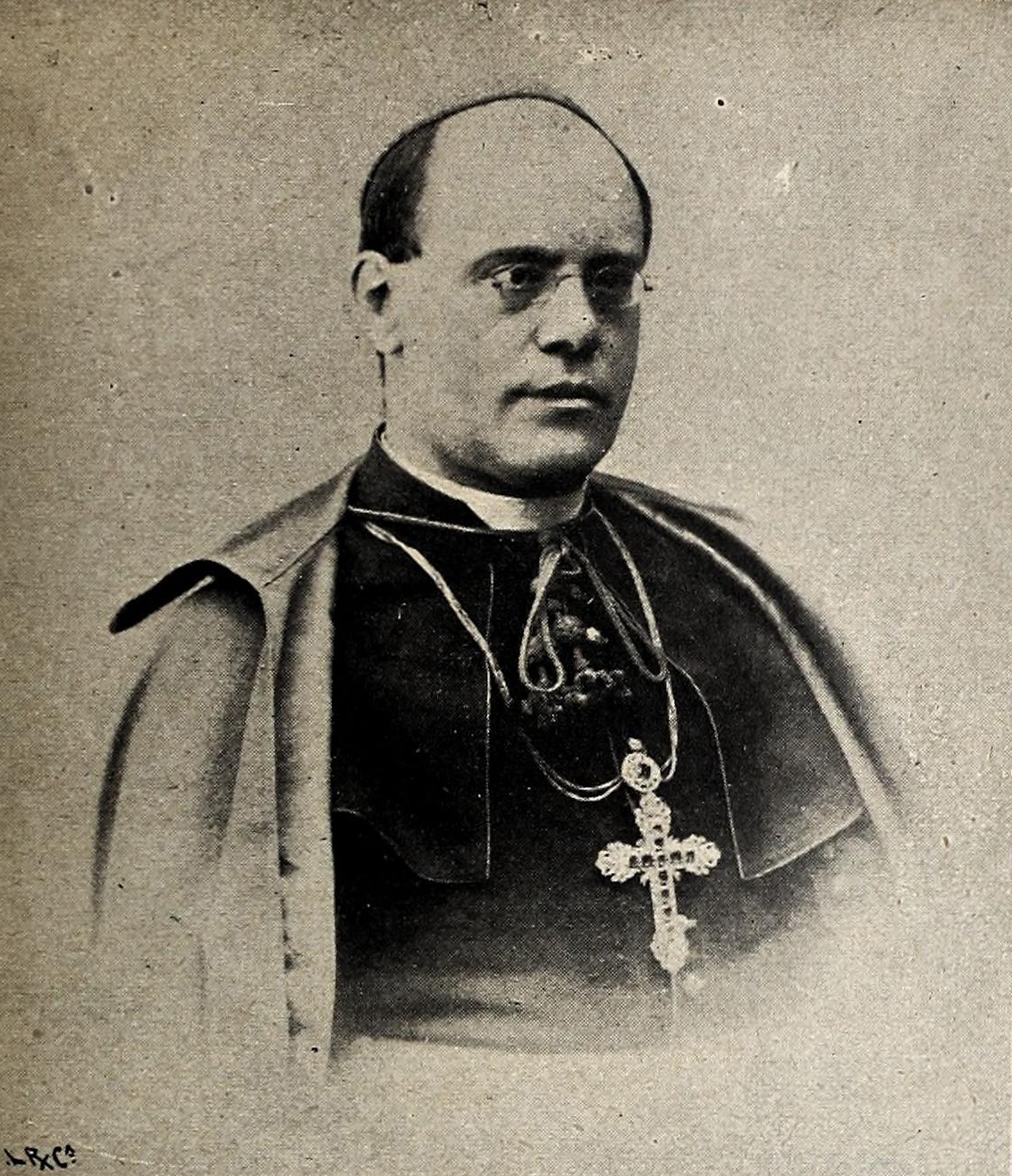
Fotografiado por Fernando Debas (Blanco y Negro, 1896)

Ramón Martínez Vigil, O.P. (Tiñana, 12 de septiembre de 1840-Somió, 17 de agosto de 1904) fue un prelado español, obispo de Oviedo desde 1884 hasta su fallecimiento.

## Biografía

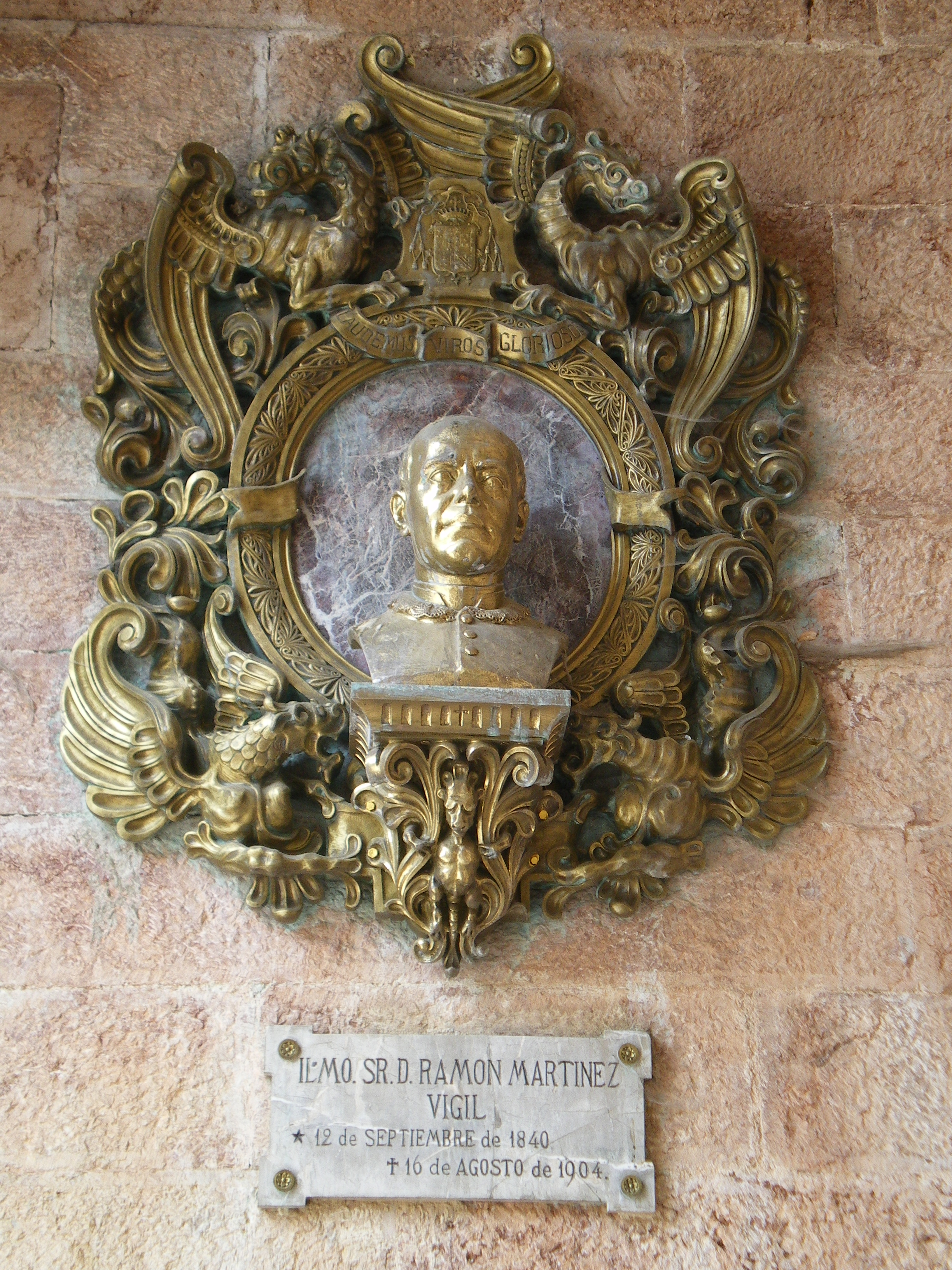
Busto de Martínez Vigil en la entrada de la basílica de Covadonga.

Ramón Martínez Vigil nace en Tiñana pero al poco tiempo se traslada junto a su familia a Pola de Laviana, lugar en el que pasará su infancia y juventud. En Laviana inicia sus estudios eclesiásticos. Una vez comenzados se traslada a la localidad toledana de Ocaña para estudiar en el seminario misionero de los dominicos.
En 1863 se ordena sacerdote y poco tiempo más tarde se traslada a Manila, Filipinas en dónde se doctora en Teología. Es en su etapa doctoral cuando conoce al teólogo asturiano Fray Zeferino González y Díaz Tuñón.
Es nombrado rector de la Universidad de Manila obteniendo la cátedra de Filosofía y Teología
En 1876 regresa a España y el 17 de marzo de 1884 es nombrado para el cargo de obispo de Oviedo siendo ordenado obispo el 9 de junio de 1884. Entre las obras más importantes durante su obispado está la basílica de Covadonga y el Seminario de Oviedo.
Fallece el 17 de agosto de 1904 en el palacio episcopal de Somió en Gijón, siendo enterrado en la capilla de Santaolaya en la catedral de Oviedo. Fue condecorado con la Gran Cruz del Mérito Militar
Era tío de Maximiliano Arboleya y fue senador por la archidiócesis de Santiago de Compostela en dos legislaturas.
| Predecesor: Sebastián Herrero Espinosa de los Monteros | Obispo de Oviedo 1884-1904 | Sucesor: Francisco Javier Baztán y Urniza |